# Risikolebensversicherung
Eine Risikolebensversicherung ist eine Individualversicherung, die im Falle des Todes der versicherten Person den im Versicherungsvertrag begünstigten Personen die vereinbarte Versicherungssumme auszahlt. Oft als Hinterbliebenenschutz bezeichnet, dient sie häufig der finanziellen Absicherung von Familienangehörigen. Als Begünstigte können aber auch Geschäftspartner, Unternehmen, Vereine etc. bestimmt werden. 2014 gab es rund 7,6 Millionen Risikolebensversicherungen in Deutschland.

## Funktionsweise
Während der vereinbarten Vertragslaufzeit einer Risikolebensversicherung zahlt der Versicherungsnehmer an die Versicherungsgesellschaft einen einmaligen Betrag gleich zu Beginn oder einen monatlichen Beitrag. Diese wiederum versichert, im Falle des Todes des Versicherten innerhalb der Vertragslaufzeit, den im Versicherungsvertrag begünstigten Personen die vereinbarte Versicherungssumme auszuzahlen. Um einen finanziellen Ausgleich für den Wegfall des Hauptverdieners einer Familie oder eines Geschäftspartners zu ermöglichen, empfehlen Experten eine Versicherungssumme in Höhe des drei- bis fünffachen Bruttojahreseinkommens.
Die Höhe der Versicherungsbeiträge errechnet sich anhand verschiedener Kriterien, die das Risiko einer Zahlung beeinflussen können. Dazu zählen:
- Alter beim Abschluss der Versicherung
- Vertragslaufzeit
- Berufsrisiken
- Bildungsstand
- Freizeitrisiken (z. B. gefährliche Hobbys wie Fallschirmspringen)
- Gesundheitsrisiken (z. B. Vorerkrankungen, Raucher)
- Höhe der Versicherungssumme

Bis zur Einführung der Unisex-Tarife am 21. Dezember 2012 hatte auch das Geschlecht einen großen Einfluss auf die Beitragshöhe. Männer mussten bis zu diesem Zeitpunkt aufgrund ihrer geringeren Lebenserwartung wesentlich höhere Beiträge zahlen.

## Formen der Risikolebensversicherung
Neben der klassischen Absicherung bzw. Begünstigung einer natürlichen oder juristischen Person gibt es noch zwei weitere Varianten der Risikolebensversicherung.

### Verbundene Risikolebensversicherung
Mit der verbundenen Risikolebensversicherung können sich zwei Personen gegenseitig absichern. Die Versicherung leistet dann in genau den Fällen, in denen der jeweils andere stirbt. Das kann besonders in Familien mit zwei Hauptverdienern sinnvoll sein. Auch Geschäftspartner können sich gut mit der verbundenen Risikolebensversicherung absichern. Großer Vorteil dieses Paar-Tarifs sind die günstigeren Beiträge. Von Nachteil ist hier allerdings, dass die Versicherungssumme nur einmal ausgezahlt wird, wenn beide Versicherungsnehmer gleichzeitig sterben. Das bedeutet beispielsweise, dass beim Tod beider Elternteile die Kinder nur einmal Geld von der Versicherung erhalten.

### Fallende Risikolebensversicherung
Bei einer fallenden Risikolebensversicherung verringert sich die Todesfallleistung über Zeit. Daher sind auch die Beiträge günstiger. Diese Form ist geeignet, wenn der Geldbedarf der Hinterbliebenen über die Jahre sinken wird. Es handelt sich somit ggf. um eine Alternative zur Restschuldversicherung, die jedoch nur bei Tod zahlt (eine normale Restschuldversicherung zahlt auch bei Arbeitslosigkeit, Krankheit usw.).

## Statistische Zahlen
- 16 % der Männer erreichen nicht das 65. Lebensjahr[5]
- 8 % der Haushalte haben nach eigenen Angaben eine Risikolebensversicherung[6]
- 2012 gab es insgesamt 10,5 Mio. laufende Verträge
- 2012 waren Krankheiten des Kreislaufsystems die häufigste Todesursache in Deutschland mit 349.217 Todesfällen[7]